# ارشد تهماسبی
ارشد تهماسبی (زادهٔ ۲۸ دی ۱۳۳۶)، موسیقی‌دان، آهنگساز و نوازندهٔ تار و سه‌تار اهل ایران است.

## زندگی و فعالیت هنری
ارشد تهماسبی ۲۸ دی سال ۱۳۳۶ در الیگودرز متولد شد. او دوران کودکی و تحصیل را در سنندج، همدان و تهران گذراند. وی مقدمات موسیقی را نزد محمدرضا لطفی فراگرفت و در مرکز حفظ و اشاعه موسیقی ایران، در کلاس‌های لطفی و هوشنگ ظریف شرکت می‌کرد. وی در سال ۱۳۵۸ وارد دانشکده موسیقی دانشگاه تهران شد، ولی بعد از یک سال به دلیل انقلاب فرهنگی مجبور به ترک دانشگاه شد. او در سال ۱۳۶۰ به عضویت گروه چاووش درآمده و در این گروه، با حسین علیزاده، محمدرضا لطفی و پرویز مشکاتیان همکاری کرد. تهماسبی در سال ۱۳۶۰ کلاس‌های آموزش تار و سه‌تار تشکیل داد.
وی همکاری‌های متعددی با حسین علیزاده در زمینه هم‌نوازی و اجرای کنسرت داشته است. او با علیزاده در آلبوم‌های شورانگیز، راز و نیاز، صبحگاهی، دلشدگان و همنوایی همکاری کرده و همچنین کنسرت‌های بسیاری با علیزاده در اروپا و آمریکا اجرا کرده است. ارشد تهماسبی کتاب‌هایی در زمینهٔ موسیقی ایرانی منتشر کرده و کاست‌ها و سی‌دی‌های متعددی نیز در این زمینه ارائه کرده است. مهم‌ترین فعالیت وی در سال‌های اخیر ایجاد مرکزی برای معرفی ساز تار، به نام «جایگاه تار»، بوده است. در این مرکز، سازهای قدیمی، وسایل شخصی استادان تارنواز، مضراب‌های تارنوازان قدیم و اسناد تاریخی موسیقی ایران موجود است.
در پنجمین جشن موسیقی ما که دی ۱۳۹۷ برگزار شد، تندیس طلاییِ آلبوم موسیقی برگزیدهٔ موسیقی سنتی و دستگاهی ایرانیِ بی‌کلام، به ارشد تهماسبی و داریوش زرگری برای آلبوم «آثار درویش‌خان» اهدا شد.

## آثار هنری

### آلبوم
- دلشدگان، (به همراه حسین علیزاده)، ۱۳۷۰[۵]
- همنوایی، (به همراه حسین علیزاده و داریوش زرگری)، ۱۳۷۲[۶]
- آثار درویش‌خان، (کتاب و آلبوم موسیقی)، ۱۳۷۳[۷][۸]
- مجموعه‌ای از آثار رکن الدین خان، (کتاب و آلبوم موسیقی)، ۱۳۷۶[۹]
- پنجه دشتی، به خوانندگی محسن کرامتی (تصنیف‌های عارف و قطعات ابوالحسن صبا)، ۱۳۷۷[۱۰]
- دلدار، به خوانندگی محسن کرامتی، ۱۳۷۸[۱۱]
- صد رَنگ رِنگ، (صد رِنگ قدیمی از استادان موسیقی ایران)، ۱۳۷۸[۱۲]
- سایه‌های سبز، به خوانندگی سالار عقیلی، ۱۳۸۲[۱۳]
- صد و یک پیش‌درآمد، ۱۳۹۴
- ردیف میرزا عبدالله به روایت نورعلی برومند، ۱۳۸۵[۱۴]
- شهرود (آثاری از ارشد طهماسبی، عارف قزوینی، درویش خان، ابوالحسن صبا)، با تمبک‌نوازی و خوانندگی سیاوش ایمانی، ۱۳۸۶[۱۵]
- سعدی‌نامه، بر روی اشعار سعدی، اجرای گروه دستان با خوانندگی سالار عقیلی، ۱۳۸۶[۱۶]
- جواب آواز (بر اساس ردیف آوازی محمود کریمی)، ۱۳۸۸[۱۷]

### کتاب
- آثار درویش‌خان، (کتاب و آلبوم موسیقی)، ۱۳۷۳
- تصنیف‌های عارف قزوینی، ۱۳۷۵[۱۸]
- برنامهٔ دشتی، (ساختهٔ موسی معروفی، بازنگری و ویرایش کتاب ارشد تهماسبی)، ۱۳۷۶[۱۹]
- مجموعه‌ای از آثار رکن الدین خان، (کتاب و آلبوم موسیقی)، ۱۳۷۶
- سه چهارمضراب، (سه چهارمضراب از ساخته‌های ارشد تهماسبی در آوازهای ابوعطا، دشتی و دستگاه نوا)، ۱۳۷۸[۲۰]
- وزن‌خوانی واژگانی، (روشی ابداعی)، ۱۳۸۰[۲۱]
- صد و یک پیش‌درآمد، ۱۳۹۴[۲۲]
- کتاب گوشه (فرهنگ نواهای ایران)، ۱۳۹۷[۲۳][۲۴]
- سیر در سیاره‌ها، مؤسسه فرهنگی هنری ماهور، ۱۳۹۸
- پرده‌گردانی، مؤسسه فرهنگی هنری ماهور، ۱۴۰۰[۲۵]
- چگونگی موسیقی ایران (کندوکاوی در گونه‌های موسیقی)، مؤسسه فرهنگی هنری ماهور، ۱۴۰۰[۲۶]
- کتاب روایتی خوانا از تصنیف‌های عاشقانهٔ امیرجاهد، مؤسسه فرهنگی هنری ماهور، ۱۴۰۱[۲۷]
- خنیاگر غمگین، مؤسسه فرهنگی هنری ماهور، ۱۴۰۱
- گفت‌وگو با خودم، مؤسسه فرهنگی هنری ماهور، ۱۴۰۳[۲۸]